# Siverek
Siverek (kurd. Sêwreg) – miasto w Turcji w prowincji Şanlıurfa.
Według danych na rok 2000 miasto zamieszkiwało 126 820 osób.